# Пересмешник (роман)
«Пересмешник» — роман-детектив российского фантаста Алексея Пехова, написанный в жанре технофэнтези с элементами стимпанка.

## Сюжет
Роман повествует о молодом чэре Тиле эр’Картиа, невинно осуждённом и впоследствии казнённом, но оставшемся в живых и оправданном. К началу книги он уже несколько лет живет на пороге смерти, в то время как атмосфера в его городе, Рапгаре, накаляется — в колониях зреет война, а на улицах орудует загадочный убийца.

## Персонажи
Тиль эр'Картиа — лучэр, невинно обвиненный в убийстве. Спустя шесть лет Тиля оправдали и выпустили из тюрьмы, но уже казнённым. Также Тиль является лучэром-полукровкой и, в отличие от других подобных ему полукровок, может использовать такие "способности", как Облик и Атрибут. Обликом является его отсутствие — Тиль может становиться невидимым на 6 секунд, из-за данной способности Тиля прозвали Тиль Не Имеющий Облика. Атрибутом его является точное копирование голоса любого человека, что также помогает лучэру в некоторых ситуациях. Семья: мать умерла когда Тилю была неделя, у эр'Картия есть единоутробным старший брат — Виктор. Виктор интересуется азартными играми, как и Тиль, но после проведенного в тюрьме времени лучэр потерял интерес к данным видам игр. Хотя, Тиль был отличным игроком в Княжеский покер и с его помощью "поднимал" хорошие суммы денег.
Талер Грэндалл — человек, близкий друг Тиля и Катарины. Познакомился с ними во времена учёбы в университете. Отлично разбирается и увлекается огнестрельным оружием. Также и его работа связана с хобби — разрабатывает новые системы вооружения. Тайно влюблён в Катарину, но скрывает это. Любит играть с её детьми.
Катарина Гальвирр — близкий друг Тиля. Замужем за Рисахом Гальвирром и имеет двух детей. Красивая и спокойная женщина, но Тиль и Талер знают, что если разозлить подругу, то она себя сдерживать в порыве эмоций не будет. 
Данте эр'Налия — лучэр, друг Тиля эр'Картиа. В свои сто лет выглядит как пятнадцатилетний мальчика и гордится этим. Обликом является способность становиться страшным чудищем, а Атрибутом — способность слышать чужие амнисы. Во время того как принимает Облик Данте не может себя контролировать, поэтому принимает специальное лекарство.
Бэсс — низшая, отец лучэр, а мать Крадущая детей. Она стала хорошим другом для Тиля эр'Картиа. Также Бэсс является любовницей Данте.
Алисия эр'Рашэ — лучэр. Мать умерла, когда ей было 12. Облик - это способность становиться Эрин, в то время как Атрибут совпадает с Атрибутом Данте то есть им является способность слышать чужие амнисы.
Бласетт — слуга, дворецкий в доме Тиля эр'Картиа. Носит золотое пенсне. В прошлом был заядлым картёжником и шулером. 

## Критика
Роман получил положительные отзывы критиков. «Мир Фантастики» оценил произведение на девять баллов из десяти возможных, отметив яркий и насыщенный деталями мир романа, отмечая, тем не менее, слабость детективной линии романа и концовки. В 2009 году книга получила премию «Фэнтези года» по версии журнала Мир Фантастики, при этом отмечалось качество второстепенных деталей романа и многогранность жанра, однако в аннотации к премии также указывалось на слабости сюжета — детективную составляющую и «не потрясающую воображение» идейную составляющую. Позже, в 2012 году, Борис Невский в статье «Обойдёмся без викторианства?», посвящённую проблемам русского стимпанка, обратил внимание как на достоинства романа, так и его недостатки, ко всему прочему отметив вторичность выдуманного Пеховым мира по отношению к циклу о Гаррете..

### Награды
- Мир фантастики, Итоги 2009 // Фэнтези[5]

### Номинации
- Книга года по версии Fantlab.ru, 2009 // Лучший роман (авторский сборник) отечественного автора
- Мир Фантастики: Книга года (2009)
- Звёздный Мост, 2009: Лучший роман
- Странник, 2010: Лучший сюжет